# Rəsul Çunayev
Rəsul Çunayev, spesso traslitterato come Rasul Chunayev o Rasul Čunajev dal russo Расул Чунаєв (Qabaqçöl, 7 gennaio 1991), è un lottatore azero di origini àvare, vincitore della medaglia di bronzo nella categoria 66 kg (greco-romana) ai Giochi di Rio de Janeiro 2016.

## Palmarès
- Giochi olimpici

Rio de Janeiro 2016: bronzo nei 66 kg.
- Mondiali

Tashkent 2014: bronzo nei 71 kg.
Las Vegas 2015: oro nei 71 kg.
Budapest 2018: bronzo nei 72 kg.
- Giochi europei

Baku 2015: oro nei 71 kg.
- Europei

Vantaa 2014: argento nei 71 kg.
Kaspiysk 2018: argento nei 72 kg.
- Universiadi

Kazan' 2013: oro nei 66 kg.